# 帕儂藍歷史公園
帕儂隆歷史公園，建於10-13世纪，位于武里南府，祝壽县，离武里南直辖县向南方约七十七公里，为全泰国最重要的大乘佛教界石宫之一，也是武里南艺术最精美的古迹。

## 帕侬隆历史公园的主要建築
- 三层楼梯

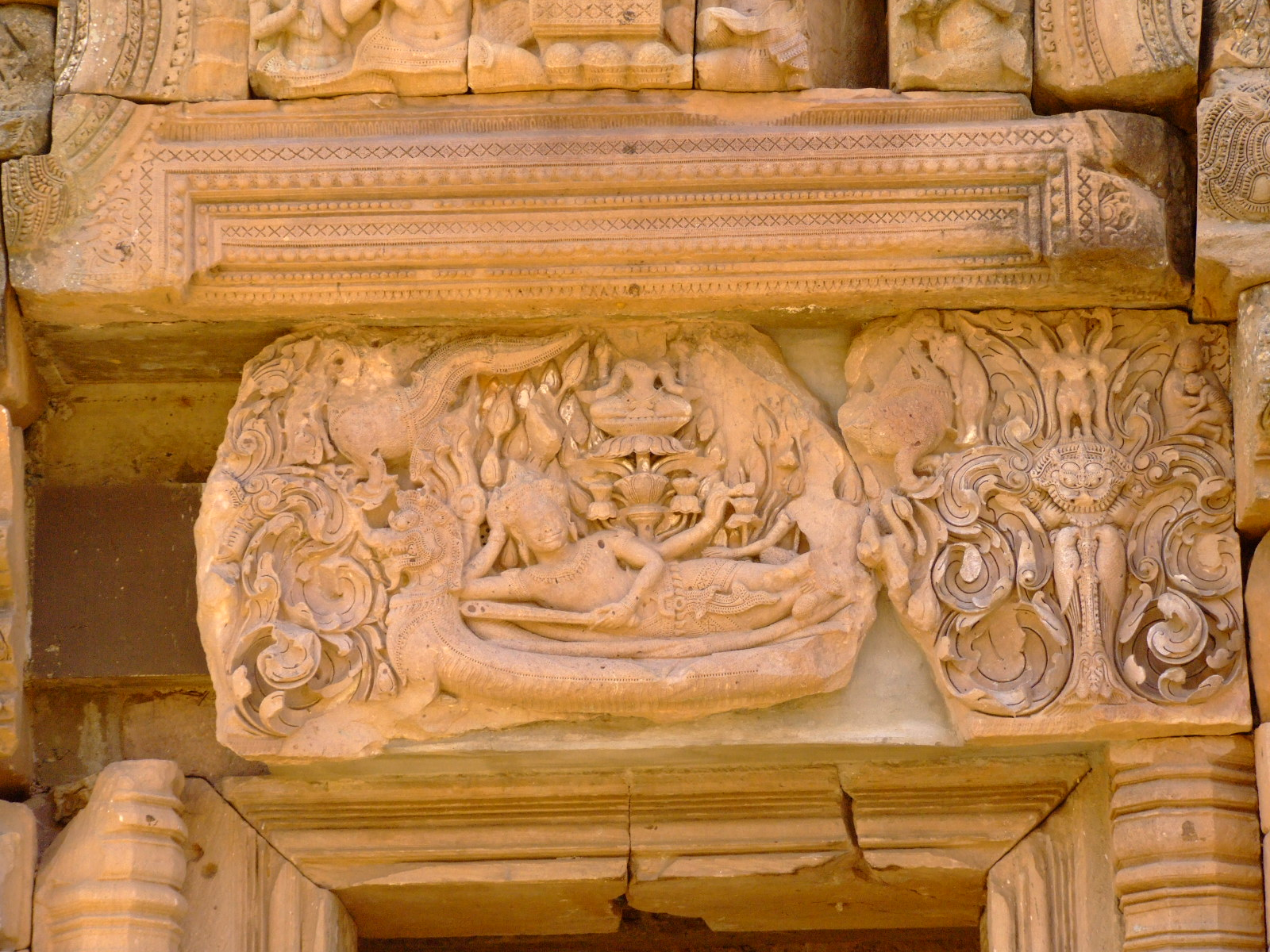
那羅延卧姿

- 石亭，位於三层楼梯右侧，根據建造位置而推測，可能是為國王或者宮廷內的官爵來訪此石宮時，為了準備進行宗教上的祭祀典禮前的準備處與休息處，也是祭祀物品的準備與儲存室。
- 走道，用红土石建成，左右两侧排着“处女柱”一共有七十根。
- 第一那伽橋
- 第二那伽橋
- 瞿布羅外層
- 瞿布羅内層
- 第三那伽橋
- 主塔
- 藏經樓